# Seijin no Hi

Japaner am Seijin no hi mit traditioneller Bekleidung

Der Seijin no Hi (jap. 成人の日) ist ein gesetzlicher Feiertag in Japan. Am zweiten Montag im Januar werden die neuen Volljährigen gefeiert. Die Volljährigkeit wird nach § 4 des japanischen Bürgerlichen Gesetzbuches mit dem vollendeten 18. Lebensjahr erreicht. Bis 31. März 2022 war die Altersgrenze zwei Jahre höher.
Viele Gemeinden feiern den Tag nach wie vor als „Tag der Zwanzigjährigen“ Für diejenigen, die ihren 20. Geburtstag zwischen dem 2. April des vergangenen und dem 1. April des gegenwärtigen Jahres hatten, wird an diesem Tag eine Zeremonie, die Seijin-shiki (成人式), abgehalten, bei der sie auf die Verantwortung hingewiesen werden, die sie in ihrem zukünftigen Lebensabschnitt erwartet. Dabei halten meist der Bürgermeister der Gemeinde und weitere Amtsinhaber eine Rede.
Der Seijin no Hi wurde offiziell 1948 eingeführt.